# Cantó de Saint-Étienne-de-Montluc
El cantó de Saint-Étienne-de-Montluc (bretó Kanton Sant-Stefan-Brengoloù) és una divisió administrativa francesa situat al departament de Loira Atlàntic a la regió de Loira Atlàntic, però que històricament ha format part de Bretanya.

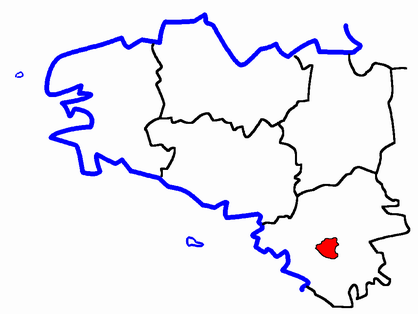
Situació del cantó

## Composició
El cantó aplega 5 comunes: 
| Nom francès              | Nom bretó             | Població | km²    | Codi Postal | Codi INSEE |
| Cordemais                | Kordevez              | 2.515    | 37,15  | 44360       | 44045      |
| Couëron                  | Koeron                | 17.808   | 44,03  | 44220       | 44047      |
| Le Temple-de-Bretagne    | Templ-Breizh          | 1.557    | 1,60   | 44360       | 44203      |
| Saint-Étienne-de-Montluc | Sant-Stefan-Brengoloù | 6.231    | 57,57  | 44360       | 44158      |
| Vigneux-de-Bretagne      | Gwinieg-Breizh        | 4.712    | 54,68  | 44360       | 44217      |
| Cantó                    | Sant-Stefan-Brengoloù | 32.823   | 195,03 | -           | 4435       |

## Història
| Data d'elecció                           | Identitat            | Partit        | Qualitat |
| ---------------------------------------- | -------------------- | ------------- | -------- |
| 1992-1998                                | Jean Redor           | Divers droite |          |
| 1998-                                    | Jean-Pierre Fougerat | PS            |          |
| les dades anteriors no són pas conegudes |                      |               |          |
|                                          |                      |               |          |